# 삼포세대
삼포세대(三抛世代)는 연애와 결혼, 아이를 갖는 것을 포기한 세대를 일컫는 대한민국의 신조어다. 한국의 많은 젊은 세대들은 생활비 증가, 등록금 지불, 그리고 적당한 가격의 주택 부족과 같은 사회적 압박과 경제적인 문제 때문에 이 세 가지를 포기했다. 오포 세대, 즉 "5개의 포기 세대"도 있는데, 이 세대는 같은 세대를 취하고 고용과 주택 소유를 더한다. 칠포세대는 대인관계와 희망을 더 포함하며 구포세대는 신체적 건강과 외모에까지 이른다. 마지막으로, 십포 세대("10개의 포기 세대")나 완포 세대("총 포기 세대")는 생명을 포기하는 것으로 절정에 이른다. 삼포 세대는 일본의 사토리 세대와 유사하다.이 용어는 경향신문 특보팀의 기사 '복지국가를 말한다'에서 사용하였다.  이 집단은 불안정한 직업, 높은 학자금 대출금, 불안정한 취업준비 등의 문제를 떠안고, 아무런 계획 없이 사랑, 결혼, 출산을 미룬 신흥 세대로 정의되었다.

## 어원
‘삼포세대’란 2011년 경향신문이 특별취재 기획의 시리즈인 <복지국가를 말한다>에서 처음으로 사용한 용어이다. 여기서 ‘삼포세대’란 연애, 결혼, 출 산 세 가지를 포기한 세대를 뜻한다. 미디어 담론은 청년세대를 ‘삼포세대’라고 호명함으로써, 미래를 계획하는 것이 불가능한 청년들의 불안정한 사회적 위치를 조명하고자 했다.

## 확산
한겨레신문과 경향신문은 이 용어가 대중적으로 사용된 이후, 이와 관련된 미 디어 담론을 계속해서 재생산하고 있다. ‘삼포세대’라는 용어가 등장한 이래로, ‘오 포세대’(삼포 + 인간관계, 내 집 마련), ‘칠포세대’(오포 + 꿈, 희망) 심지어는 N포 세대(모든 것을 포기한 세대)라는 신조어까지 등장했다
이 단어와 그 정의는 다양한 매체와 인터넷을 통해 빠르게 퍼지기 시작했다. 한국에서 가정을 꾸려야 할 부담은 한계에 다다랐는데, 그 이유는 그 가정이 한국 정부가 기꺼이 제공하거나 책임을 받아들이려 하지 않는 복지 의무를 떠맡아 왔기 때문이다. 즉 삼포 세대는 전통적인 가족 단위의 구조가 놀라운 속도로 붕괴되고 있다는 것을 보여준다.
‘삼포세대’가 청년들의 ‘욕망의 포기’를 의미하고 있는 용어라는 점이다. 욕망 의 포기는 단순히 욕망의 소멸이라기보다는 욕망의 재정립을 지시한다. 가령 청년들이 출산을 포기하는 것 역시도 포기하기를 욕망하는 것이다. 나아가 욕망의 재정립은 기존에 한국 사회에서 작동하는 이데올로기들의 지배가 힘을 잃었다는 것을 의미하는 동시에 기존과는 다른 방식으로 이데올로기들이 작동하고 있음을 의미한 다. 따라서 이런 청년들이 자신들의 욕망들을 정립하는 방식을 읽어냄으로써, 현재 한국 사회의 청년들의 이데올로기를 분석할 수 있다.

## 용어의 사용
현재 우리 사회가 당면한 과제를 보여주는 상징적인 용어로 사용되고 있다.

## 삼포세대 담론
삼포세대’ 담론의 호명을 중심으로 청년들의 이데올로기를 읽어내고자 한다. 이데올로기는 4가지 영역 (자아, 이상적인 자아, 현실, 이상적인 현실)을 포함. 자아’는 ‘삼포(연애, 결혼, 출산)한 청년’이며, ‘현실’은 청년들을 삼포하게 만드는 ‘불안정한 사회 경제적 조건’이다.

## 삼포세대를 향한 부정적 시선
삼포세대는 달관이나 밀레니얼처럼 청년 세대를 보여주는 여러 담론 중 하나인데 지금은 청년 담론을 장악하고 있어요. 그게 문제입니다. 청년마다 처한 상황이 다양한데 과도하게 일반화를 하고 있어요. ‘결혼을 희망하지 않는다’고 설문조사에 답하면 바로 ‘돈이 없어 결혼을 포기했다’고 단정해요. 희망하지 않은 것과 포기는 다른 문제이죠. 희망하지 않은 데에는 다양한 차원의 이유가 있어요. 하나로 몰면 문제가 생깁니다.” 그 문제란? “청년은 경제적, 정신적으로 부족한 집단이란 인상을 주죠. 정부는 그들에게 퍼주기만 한다는 인상을 줘 사회의 동등한 구성원으로 대접을 못 받게 합니다.” 그 결과는 이렇단다. “한국 사회 전체적으로 젊은 사람에 대한 믿음이 많지 않아요. 능력을 신뢰하지 않아요.”
그러니까 ‘청년’ 연령대를 ‘삼포’로 일반화하는 담론이 청년 가능성을 제약하는 족쇄가 된다는 논리이다.

## 삼포세대를 향한 조언
야놀자'는 모텔, 펜션 등 숙박업소 예약 앱으로 유명한 벤처회사다. 누적 회원 340만 명, 앱 내려받기 횟수 1000만이 넘고, 하루 평균 5만 명이 이용한다. 2014년 연매출 200억 원을 넘어선 데 이어 지난해엔 그 두 배 가까이 늘었다. 직원도 200여 명에 이른다. 투자회사 파트너스인베스트먼트는 야놀자의 기업 가치를 2000억 원으로 평가하고 지난해 7월 100억 원을 투자했다. 숙박업소 예약앱 야놀자 이수진 대표는 스스로 극복해나가는 마음이 중요하다며 n포세대에게 다음과 같이 조언했다.
"환경과 현실을 탓하기보단, 변화와 현상을 파악하며 소비 트렌드를 파악해야한다고 말합니다. 자기 결핍을 알고 그 결핍에 대해 진지하게 고민하고, 목적을 가지고 소비한다면 자신을 흙수저라 칭했던 틀에서 벗어날 수 있습니다."

## 새로운 결혼의 경제학
이 용어와 관련하여 한국 결혼 풍조 또한 변화하고 있음을 알 수 있다. 결혼상담사 듀오에 따르면 조사 대상 여성 1446명 중 34% 이상이 경제적 능력과 직업에 우선순위를 두었으며 그 다음으로는 30%, 9%가 성격에 가장 중점을 두었다. 현대사회에서 독신주의는 실업보다 더 큰 문제가 되었는데, 이는 실업문제가 해결되지 못했기 때문이 아니라, 남녀가 결혼하여 그들 자신의 가정을 꾸리기 시작할 경제적 능력이 부족하기 때문이다.

## 해외의 삼포세대 사례
'바링허우'는 중국에서 1980년대에 일커는 용어이다., 세상에는 세대를 일컫는 수많은 용어들이 있다. 한국에는 삼포세대가 있다면 일본에는 사토리 세대가 있다. 그리스에는 '500유로 세대'가 있고, 대만에는 '딸기세대' 이탈리아의 '네네족'이 있다. 이들 모두는 1980년대부터 1990년대 중반까지 태어난 청년들을 일컫는다.

## 같이 보기
- 세대 구분
- 헬조선
- 수저계급론
- N포세대
- 밀레니얼 세대
- 노동 빈곤층
- 혼족
- 니트족